# Bagnoles-de-l’Orne
Bagnoles-de-l’Orne (wymowaⓘ) – miejscowość i dawna gmina we Francji, w regionie Normandia, w departamencie Orne. W 2013 roku jej populacja wynosiła 2425 mieszkańców. 
W dniu 1 stycznia 2016 roku z połączenia dwóch ówczesnych gmin – Bagnoles-de-l’Orne oraz Saint-Michel-des-Andaines – utworzono nową gminę Bagnoles-de-l’Orne-Normandie. Siedzibą gminy została miejscowość Bagnoles-de-l’Orne. 